# ラインプリンター

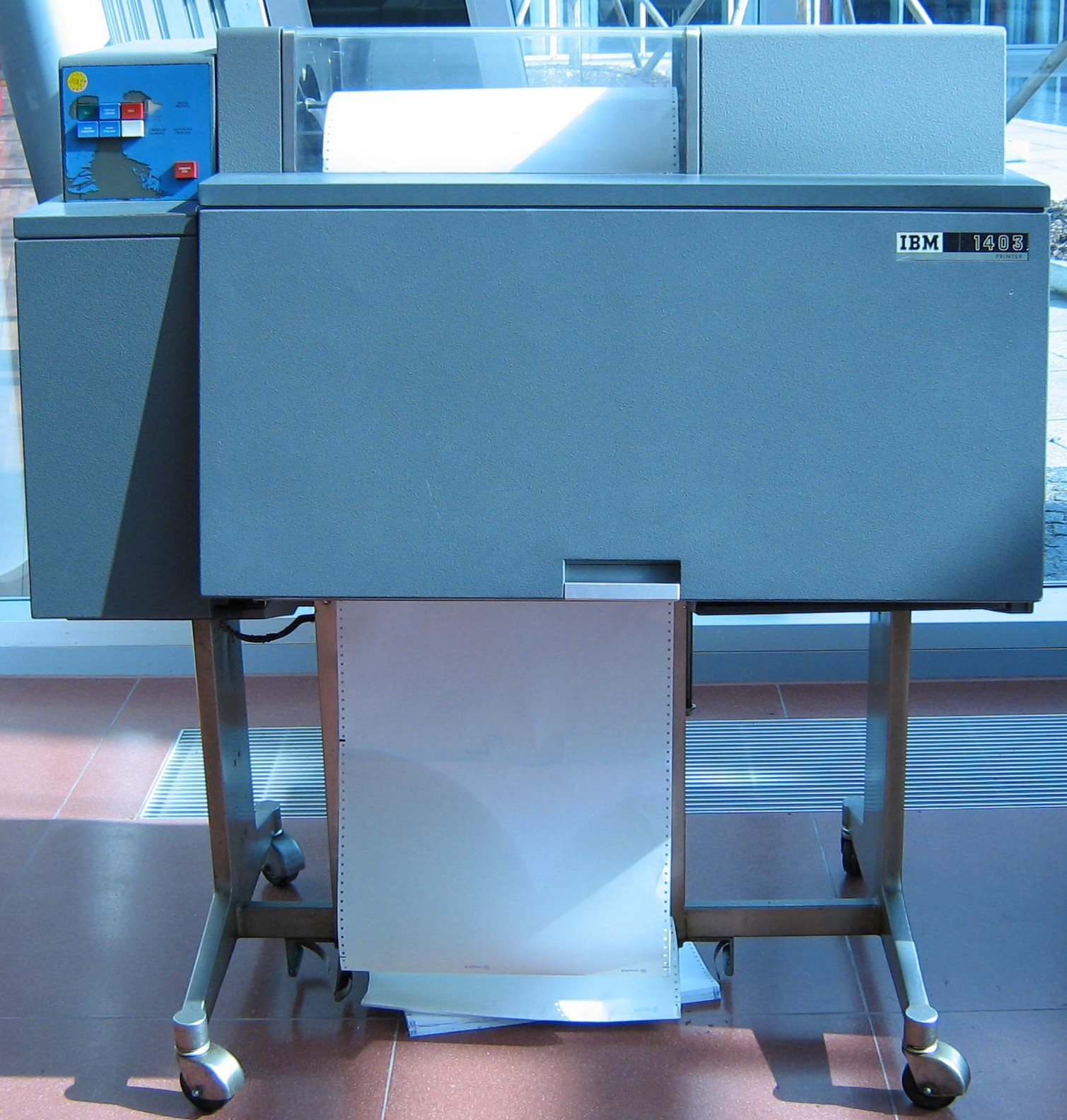
メインフレーム時代の定番ラインプリンタであるIBM 1403ラインプリンタ。

ラインプリンター（英: line printer）は、別の行に進む前に、テキストの1行全体を印刷する形式のプリンタである。初期のラインプリンタのほとんどはインパクトプリンタであった。
ラインプリンターは、主にタビュレーティングマシン(ユニットレコード装置)や、デジタルコンピューティングの初期の時代に関連しているが、この技術は現在でも使用されている。1950年代には毎分600行 (毎分約10ページ) の印刷速度を達成し、後に1200 lpmにまで高速化した。ラインプリンターは、一度に完全な行を印刷し、印刷速度は毎分150から2500ラインの範囲を持っている。   
ラインプリンターの種類には、ドラムプリンター、バンドプリンター、チェーンプリンターがある。非インパクト技術も使用されており、1970年代と1980年代にはサーマルラインプリンターが普及し、一部のインクジェットプリンターとレーザープリンターは、一度に1行または1ページの出力を生成するため、他の非衝撃技術を使用している。  

## 設計
デイジーホイールプリンターやドットマトリクスプリンターなどの多くのインパクトプリンターは、文字を印字する印字ヘッドを使用し、行全体を印字するために印字ヘッドを移動していた。ラインプリンターは、各インパクトが行全体を印刷するため、はるかに高速である。
ラインプリンターの主要な設計は5種類ある。
- ドラムプリンター
- チェーン(電車)プリンター
- バープリンター
- 櫛形プリンター(コームプリンター)
- ホイールプリンター

これらの印刷方法はいずれも騒音が大きいため、すべての設計のラインプリンターは、さまざまな吸音ケースに格納されていた。

### タイミング依存設計
プリンターのいくつかの設計は、同様の特徴を持っている。

#### ドラムプリンター

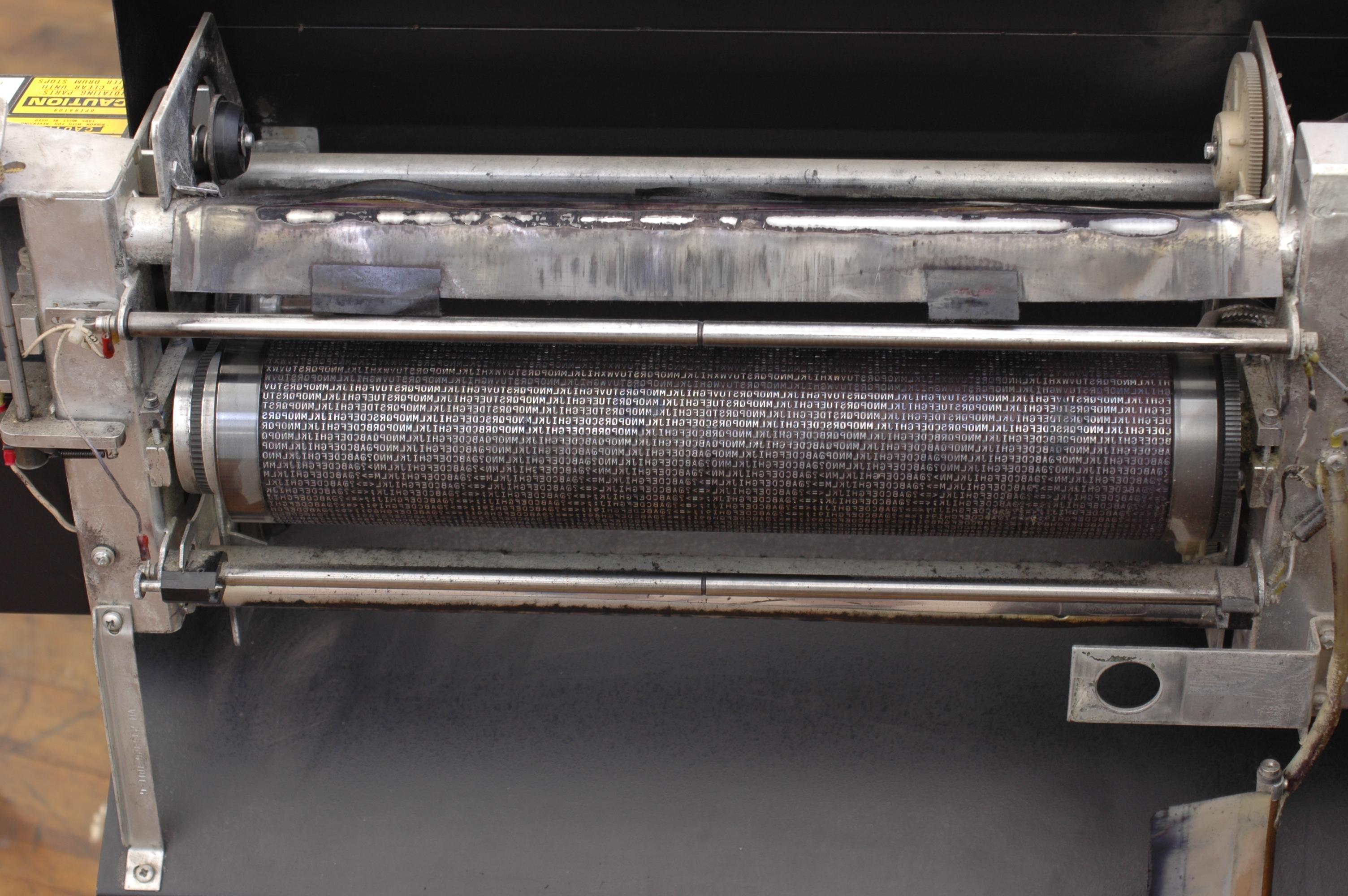
ドラムプリンター

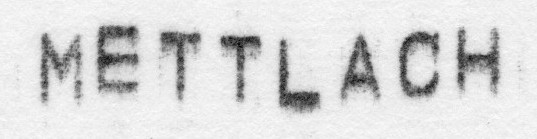
ドラムプリンターの代表的な書体。上下の揺れが見られる。(メインフレーム; 1965年頃)

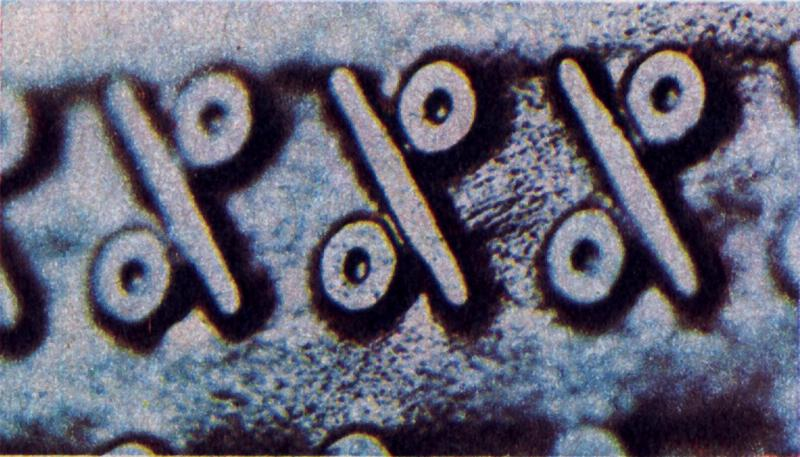
ラインプリンタードラムの部分拡大。(「％」文字を示す)

典型的なドラムプリンターの設計では、プリンターが印刷できる列数 (一行の中の文字数) と一致する数の印刷ホイールが並び、その外周に固定フォントの文字セットが刻印されている。大きなドラム (円柱) を形成するために結合されたホイールは高速で回転し、紙とインクリボンは印刷位置を通過するためにステップ(移動)される。各列の所望の文字が印刷位置を通過すると、ハンマーが用紙を裏面から叩き、リボンとドラムに用紙を押し付けて、所望の文字が連続紙に記録する。字形 (文字) を載せたドラムは常に一定の速さで動き続けるため、ハンマーの打込みと後退動作は非常に速くなければならない。ハンマーは一般的に、可動部に取り付けられたボイスコイルによって駆動される。
多くの場合、文字配列はドラムの周りでずらされ、列ごとにずれている。これにより、ダッシュの完全な行("--------...")のような、すべての列で同じ文字からなる行を印刷するときに、すべてのハンマーが同時に打ち込まれることを防ぐ (ただし、印刷された行はドラム上の文字レイアウトと一致する。("@ABCDEFGHIJKLMNOP@ABCDEFGHIJKLMNOP......")。
低コストのプリンターは、各列にハンマーを使用しない代わりに、ハンマーが1列おきに用意されており、ハンマーバンク全体が、追加のボイスコイルによって駆動されて左右にシフトするように配置されている。この形式のプリンターでは、文字ドラムを完全に2回転させる必要があり、1回転がすべての「奇数」列の印刷に使用され、もう1回転がすべての「偶数」列を印刷するために使用される。ただし、利点として、ハンマー、磁石、および関連する駆動電子機器は、チャネル数の半分(プラス1)だけが必要である。
CDC製の (少なくとも1機種の) 低価格プリンターは、ハンマーバンクを静止させたまま、用紙を横方向に移動させることで、同じ目的を達成する。
Dataproducts (英語版) 社はドラムプリンターの典型的なベンダーで、ハンマーのフルセット (例えば600ライン/分の出力) とハンマーのハーフセット (出力は300 LPM) の両方を備えた類似モデルを多く販売していた。

##### チェーン(トレイン)プリンター
チェーンプリンター (トレイン(列車)プリンターとも呼ばれる) は、水平方向に移動するチェーンまたはトラック上に活字を配置する。ドラムプリンターと同様に、正しい文字が各列を通過すると、紙の後ろからハンマーが打ち込まれる。チェーンプリンターの利点として、ドラムプリンターに比べて、オペレーターがタイプチェーンを変更できることがある。さらなる利点は、適度に直線的な印刷を実現するため必要となる、ライン内の文字の縦方向の位置合わせが、非常に正確なハンマーのタイミングを必要とするドラムプリンターよりも、大幅に改善されることである。また文字セットが小さいチェーン (例えば、数字といくつかの句読点のみ) を選択することにより、チェーンが大文字と小文字のアルファベット、数字、およびすべての特殊記号が含まれる場合よりもはるかに高速に印刷できる。これは、チェーン内に出現する数字の活字の数が増えることで、正しい文字が「通り過ぎる」のを待つ時間が大幅に短縮されるためである。可能性のある入力の頻度分析によると、一般的な文字や記号はチェーン上に高頻度で出現する。また、これらのプリンターで原始的な曲を演奏するために、チェーン上の文字並びにプリントアウトの無意味なタイミングを合わせることも可能で、原始的なピアノのようなものである。IBMはおそらく最も著名なチェーンプリンターのメーカーで、IBM 1403はチェーンプリンターの最も有名な例である。

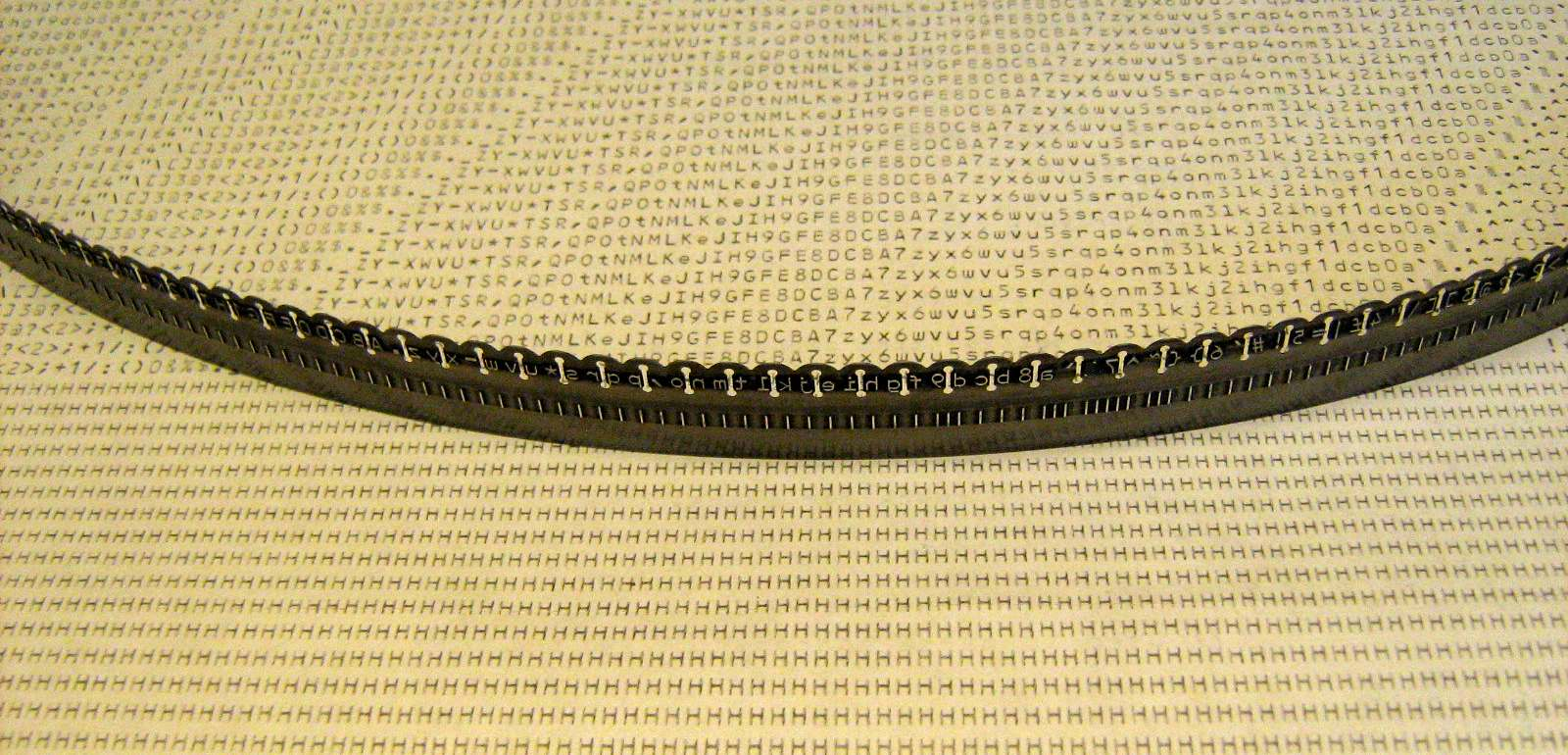
プリンターバンドの一部分。背景のテストプリントアウトは、奥側が文字で手前側はハンマー飛行時間である。

#### バンドプリンター
バンドプリンターは、チェーンプリンターのバリエーションで、チェーンの代わりに薄いスチールバンドが使用され、バンドに文字がエンボス加工またはエッチングされている。繰り返しになるが、さまざまなバンドの選択は、通常、さまざまな文字の組み合わせで利用できるため、一般的に印刷される文字に合わせて最適な文字セットを選択できる。Dataproducts (英語版) 社はバンドプリンターの有名メーカーで、プリンターの1分あたりの印刷ライン数を表すモデル番号を持ったB300、B600、およびB1000シリーズがある。B300は事実上B600であり、ハンマー数が半分で、2文字につき1つある。ハンマーバンクは、1文字の位置を前後に移動するため、各行にすべての文字を印刷するには2回転する必要がある。

#### バープリンター
バープリンターはチェーンプリンターに似ているが、低速で安価であった。チェーンが一方向に連続的に動くのではなく、文字は紙の前で左から右へ、次に右から左へと動くバーに取り付けられた櫛歯に設けられた。例としては、IBM 1443がある。

#### 共通の特徴
3種類の設計すべてにおいて、ハンマーのタイミング(いわゆる「飛行時間」)は非常に重要であり、プリンターのメンテナンスの一環として調整可能である。ドラムプリンターの場合、ハンマーのタイミングを誤ると、文字が列の水平方向に正しく配置されていても、印刷された行が垂直方向に揺れる結果となった。トレインプリンターおよびバープリンターの場合、ハンマーのタイミングが正しくないと、文字が水平方向にずれるため、垂直方向に水平に印刷されているにもかかわらず、次の文字に近づいたり離れたりして印刷されてしまうという問題があった。ドラムプリンターの垂直方向の位置ずれは、人間の視覚にはより顕著で煩わしいものである (この記事で写真に写っているサンプルを参照)。
ほとんどのドラムプリンター、チェーンプリンター、バープリンターは最大132列まで印刷できたが、一部の設計では80列しか印刷できず、その他に160列まで印刷できる設計もあった。

### 櫛型プリンター
櫛型プリンター(comb printer、コームプリンタ)は、ラインマトリクスプリンターとも呼ばれ、1文字のドットマトリクスプリンターと同じ方法で、個々の文字の代わりにドットのマトリクスを印刷するものだが、ハンマーの櫛を使用して、ピクセルの行全体の一部を一度に印刷します (例えば、8ピクセルごと)。櫛を前後にわずかにずらすことによって、ピクセルの行全体を印刷することができた (例を続けて、8サイクルで)。その後、用紙が進み、次のピクセル列が印刷された。従来のドットマトリクスプリンターに比べて印字ヘッドの動きがはるかに少ないため、これらのプリンターははるかに高速で、利用可能な文字セットに制限されることなく、形成された字体のラインプリンターと速度で競合し、ドットマトリクスのグラフィックスや可変サイズの文字をプリントできた。
Printronix (英語版) とTallyGenicom (英語版) は、櫛型プリンターの著名なベンダーである。

### ホイールプリンター
1949年、IBMは1分間に150行の英数字を印刷できるホイール印刷メカニズムを備えたIBM 407会計機を発表した。120の印刷位置のそれぞれには、電気機械制御下で回転する独自のタイプホイールがあった。すべての印刷位置が定位置になると、印刷用のハンマーがホイールをリボンや紙に叩きつけた。407またはそのホイール・ライン・プリンターメカニズムは、IBM 650、IBM 700/7000シリーズのほとんどのメンバー、および1965年に最後に導入されたIBM 1130を含む、さまざまな初期のIBMコンピュータに接続されていた。

## ペーパーハンドリング (帳票ハンドリング)

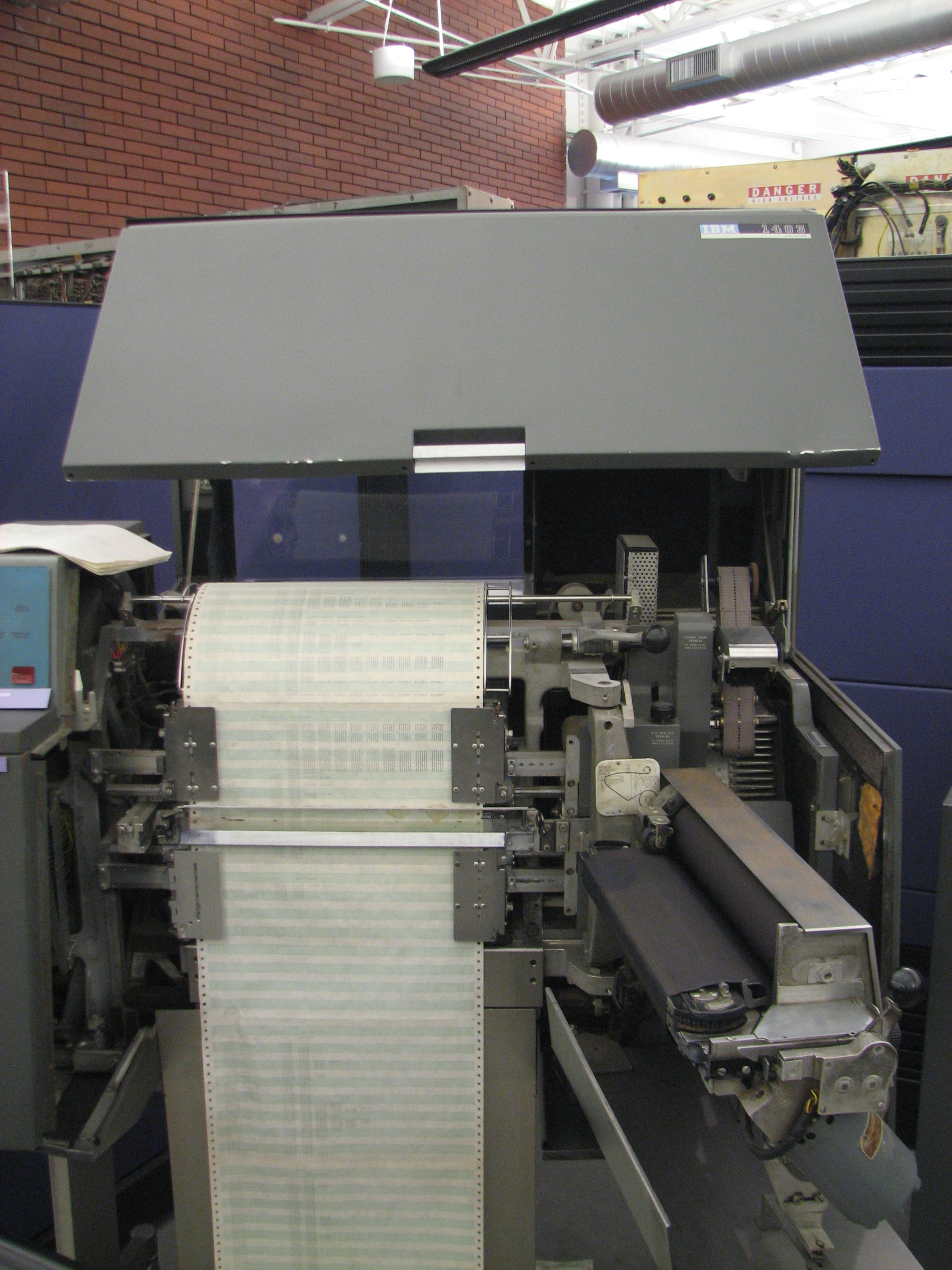
用紙交換するように覆いを開いたIBM 1403プリンター。用紙の両側にあるフォームトラクターと右上のキャリッジコントロールテープに注意。プリントチェーンは右下の解放扉の全幅リボンで覆われている。

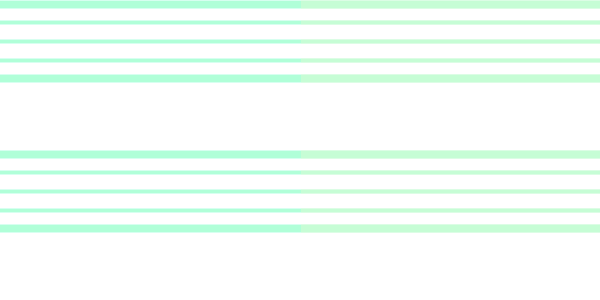
グリーンバー用紙

すべてのラインプリンターは、切断されたカットシートではなく、箱に入ったファンフォールド連続用紙を使用していた。この用紙は通常、必要に応じてカットシートに裂けるようにミシン目が入っており、一般的に白と薄緑の領域が交互に印刷されていたため、読者はページ全体のテキスト行を簡単に追うことができた。これは、初期のコンピュータ時代を支配した象徴的な「グリーンバー」や「譜面罫」のフォームであった。事前印刷されたフォームも一般的に使用されていた(小切手や請求書などの印刷用)。システムオペレータの一般的なタスクは、1つの印刷ジョブが完了し、別の印刷ジョブが開始されるときに、ある紙のフォームから別のフォームに変更することである。ラインプリンターの中には、プリンターに注意が必要なときに自動的に開くカバーが付いていた。
標準的な「グリーンバー」のページサイズには、8½×11インチのポートレートフォーマット(縦向き)のページがあり、通常は80列66行(1インチあたり6行)または88行(8 LPIの場合) で印刷され、14×11インチのランドスケープフォーマット(横向き)のページは通常132列66行または88行で印刷された。また、14×8½インチのランドスケープフォーマットのページも一般的で、よりコンパクトなページで132列66行 (8 LPIで)を可能にした。
これらの連続した用紙は、トラクター (スプロケットまたはスプロケットベルト) によってプリンター内を進められた。プリンターの高度な技術にもよるが、単にプリンターの上部に2つのトラクター(紙を引っ張る)があるか、または上部と下部にトラクターがある (それによってプリンター内で紙の張力を維持する) 場合がある。トラクターの水平位置は通常、さまざまな用紙に対応できるように調整可能であった。IBMの初期のプリンターは、フォームを動かすために油圧モータが使用されていた。後のラインプリンターでは、通常、高速サーボ機構がトラクターを駆動し、用紙を非常に迅速に位置決めして、行毎に用紙を進めたり、次の用紙の先頭に移動したりする。より高速なラインプリンターでは、必然的に「スタッカー」を使用して、プリンターから出てきたファンフォールドフォームを折り返して積み重ねていた。
紙の高速運動は、しばしば大きな静電気を発生させた。ラインプリンターでは、これらの蓄積された電荷を放電するために、さまざまな放電ブラシやアクティブ除電装置 (コロナ放電ベースの) が頻繁に使用されていた。
多くのプリンターは、ASAキャリッジ制御文字 (英語版) をサポートしていた。これは、印刷された行の間で用紙をどこまで進めるかを指定することにより、用紙を限定的に制御することができた。垂直方向の書式送り(vertical tabulation)には、用紙キャリッジ制御テープループから、完全に電子化された (ソフトウェアで制御可能な)タブシミュレーションまで、さまざまな手段が提供された。

## 起源

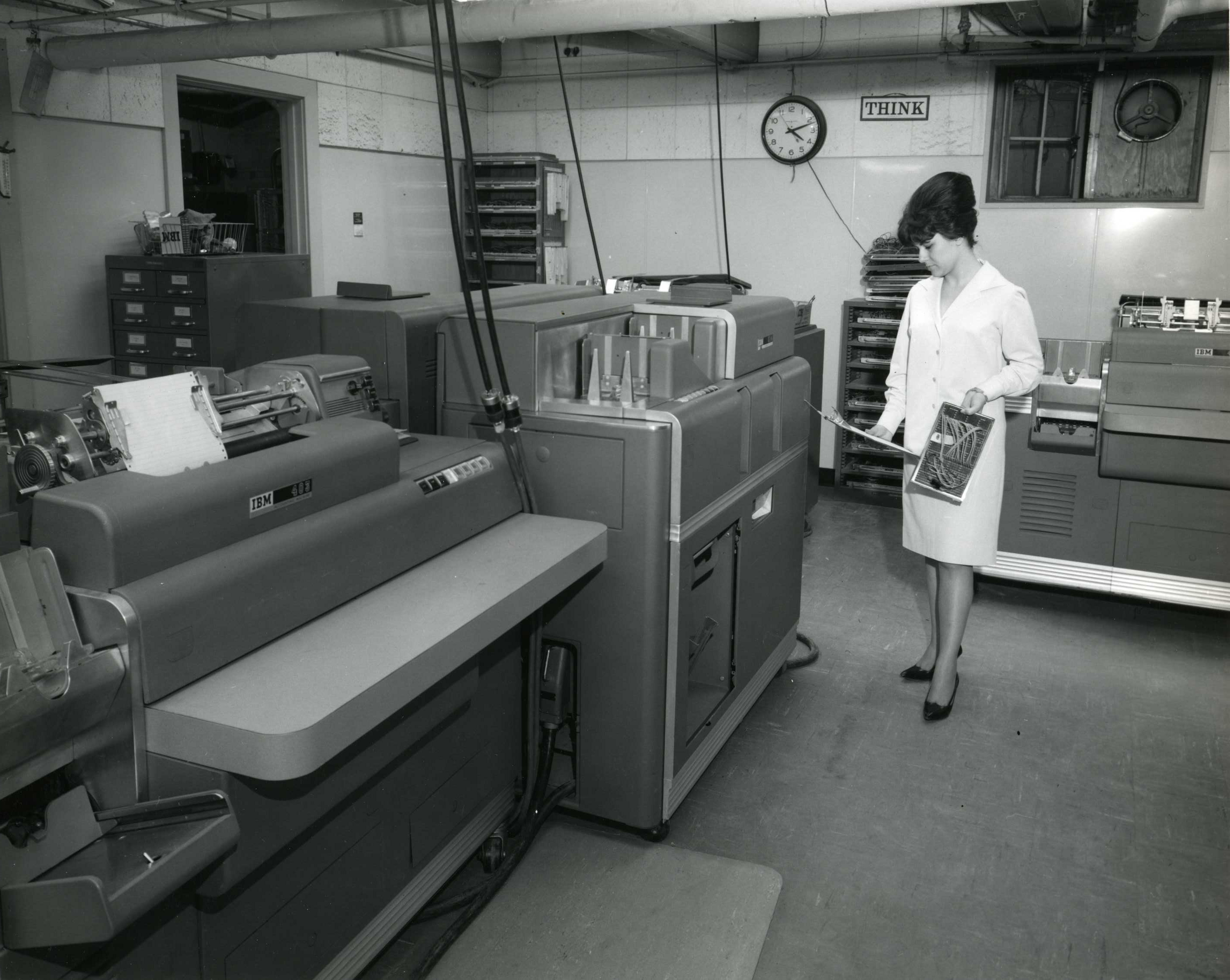
IBM 402および 403 会計機にタイプバー・ラインプリンターが搭載された。

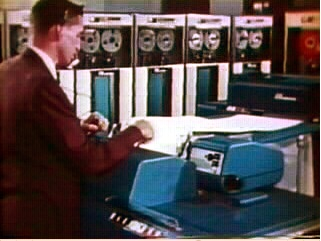
IBM 407 ホイール機構をベースにした IBM 716 ラインプリンターが、マーキュリー計画の間、NASA のゴダード宇宙飛行センターの IBM 7090 メインフレームに接続された。

1910年の国勢調査のために米国国勢調査局によって作られたタビュレータ(作表機)は、その結果を印刷できた。それ以前は、集計機オペレーターは、カウンターホイールからの合計を集計シートに書き留めなければならなかった。IBMは、1920年から、一連の印刷会計機を開発した。285 Numeric Printing Tabulatorは、毎分150枚のカードを読み取ることができた。1934年に発売された405は、毎分80行で印刷できた。各印刷位置に1本ずつ、88本のタイプバーがあり、左に43本の英数字バーがあり、その後に45本の数字のみのバーが続いていた。第二次世界大戦後に導入されたIBM 402シリーズは、同様の印刷配列を持ち、IBMカードプログラム電子計算機(IBM Card-Programmed Electronic Calculator) (英語版) などの初期のコンピューティングデバイスで使用されていた。
1952年に導入されたIBMの最初の商用コンピュータIBM 701は、タイプホイールIBM 407会計機をベースにしたラインプリンターIBM 716を使用していた。716は、その後の主流コンピュータであるIBM 700/7000シリーズに組み込まれた。
初期のドラムプリンターは、1952年の「ポッター・フライング・タイプライター」(Potter Flying Typewriter) である。「一度に1文字ずつ、手間をかける代わりに、紙のバンドに毎分300行を全行を一度に印刷する。マシンの心臓部は、必要な文字と数字が縁についた連続回転ディスクである。ディスクが回転すると、80個の電動ハンマーがディスクと接触しているインクリボンに紙の裏側から叩き、ライン上の適切な位置に適切な文字を印刷する。」

## ソフトウェアへの影響
Unix の lp と lpr コマンドの名前は、「ラインプリンター」という用語に由来している。同様に、他の多くのシステムでは、これらのデバイスが実際にラインプリンターであるか他のタイプのプリンターであるかに関係なく、印刷デバイスを「LP」、「LPT」、または類似したものと呼んでいる。これらの関連は、フォーマットされた最終出力を、ラインプリンター時代には多くの場合、(テレタイプのように)紙にも印刷されていたが、ラインプリンターでは印刷されていなかったシステムからの通常の対話型出力と区別するためのものであった。

## 参照項目
- IBM Machine Code Printer Control Characters (英語版)
- Characters per line (英語版)
- lp0 on fire
- ページプリンター
- タイプライター